# Distretto di Nazca
Il distretto di  Nazca è uno dei cinque distretti della provincia di Nazca, in Perù. Si trova nella regione di Ica e si estende su una superficie di 1.252,25 chilometri quadrati.